# Geonoma
Geonoma é um género botânico de palmeiras pertencente à família Arecaceae. As palmeiras são conhecidas popularmente como ubim.

## Espécies
Há mais de 300 espécies. Algumas das espécies são:

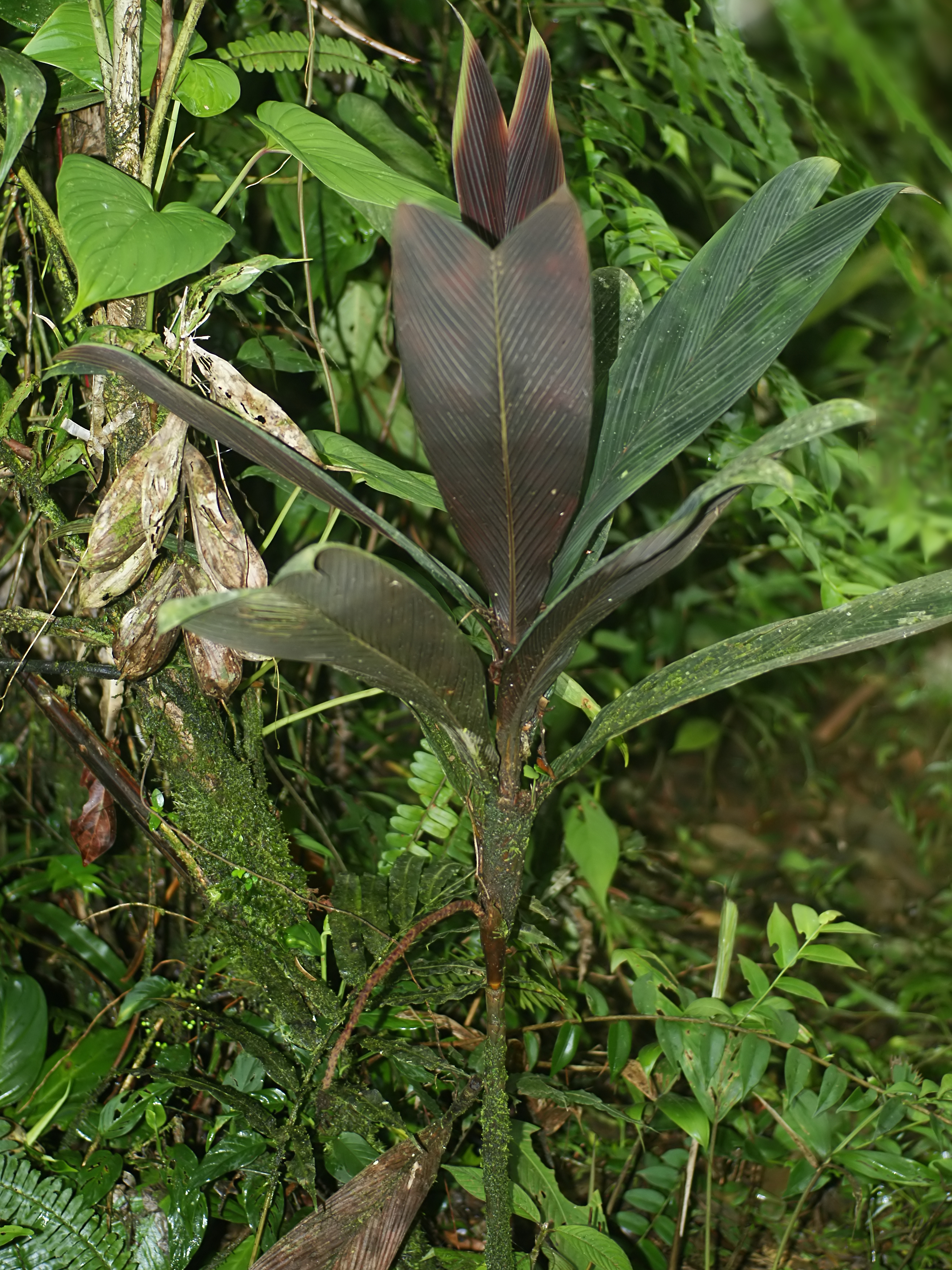
Geonoma epetiolata.

| - Geonoma appuniana Spruce - Geonoma arundinacea Mart. - Geonoma aspidiifolia Spruce - Geonoma atrovirens Borchs. & Balslev - Geonoma baculifera (Poit.) Kunth - Geonoma brenesii Grayum - Geonoma brevispatha Barb.Rodr. - Geonoma brongniartii Mart. - Geonoma camana Trail - Geonoma chlamydostachys Galeano - Geonoma chococola Wess.Boer - Geonoma concinna Burret - Geonoma congesta H.Wendl. ex Spruce - Geonoma cuneata H.Wendl. ex Spruce - Geonoma densa Linden & H.Wendl. - Geonoma deversa (Poit.) Kunth - Geonoma divisa H.E.Moore - Geonoma epetiolata "epetiolaris" es lapsus H.E.Moore - Geonoma ferruginea H.Wendl. ex Spruce - Geonoma gamiova Barb.Rodr. - Geonoma gastoniana Glaz. ex Drude - Geonoma hoffmanniana H.Wendl. ex Spruce - Geonoma hugonis Grayum & Nevers - Geonoma interrupta (Ruiz & Pav.) Mart. - Geonoma irena Brochs. - Geonoma jussieuana Mart. in Orb. - Geonoma laxiflora Mart. - Geonoma leptospadix Trail - Geonoma linearis Burret - Geonoma longipedunculata Burret - Geonoma longivaginata H.Wendl. ex Spruce - Geonoma macrostachys Mart. - Geonoma maxima (Poit.) Mart. | - Geonoma monospatha de Nevers - Geonoma mooreana de Nevers & Grayum - Geonoma myriantha Dammer - Geonoma oldemanii Granv. - Geonoma oligoclona Trail - Geonoma orbignyana Mart. in Orb. - Geonoma paradoxa Burret - Geonoma paraguanensis H.Karst. - Geonoma pauciflora Mart. - Geonoma poeppigiana Mart. in Orb. - Geonoma pohliana Mart. - Geonoma polyandra Skov - Geonoma polyneura Burret - Geonoma rubescens H.Wendl. ex Drude - Geonoma santanderensis Galeano & R.Bernal - Geonoma schottiana Mart. - Geonoma scoparia Grayum & Nevers - Geonoma seleri Burret - Geonoma simplicifrons Willd. - Geonoma spinescens H.Wendl. - Geonoma stricta (Poit.) Kunth - Geonoma stricta var. stricta (Poit.) Kunth - Geonoma supracostata Svenning - Geonoma talamancana Grayum - Geonoma tenuissima H.E.Moore - Geonoma triandra (Burret) Wess.Boer - Geonoma triglochin Burret - Geonoma trigona (Ruiz & Pav.) A.H.Gentry - Geonoma umbraculiformis Wess.Boer - Geonoma undata Klotzsch - Geonoma weberbaueri Dammer ex Burret - Geonoma wilsonii Galeano & R.Bernal |

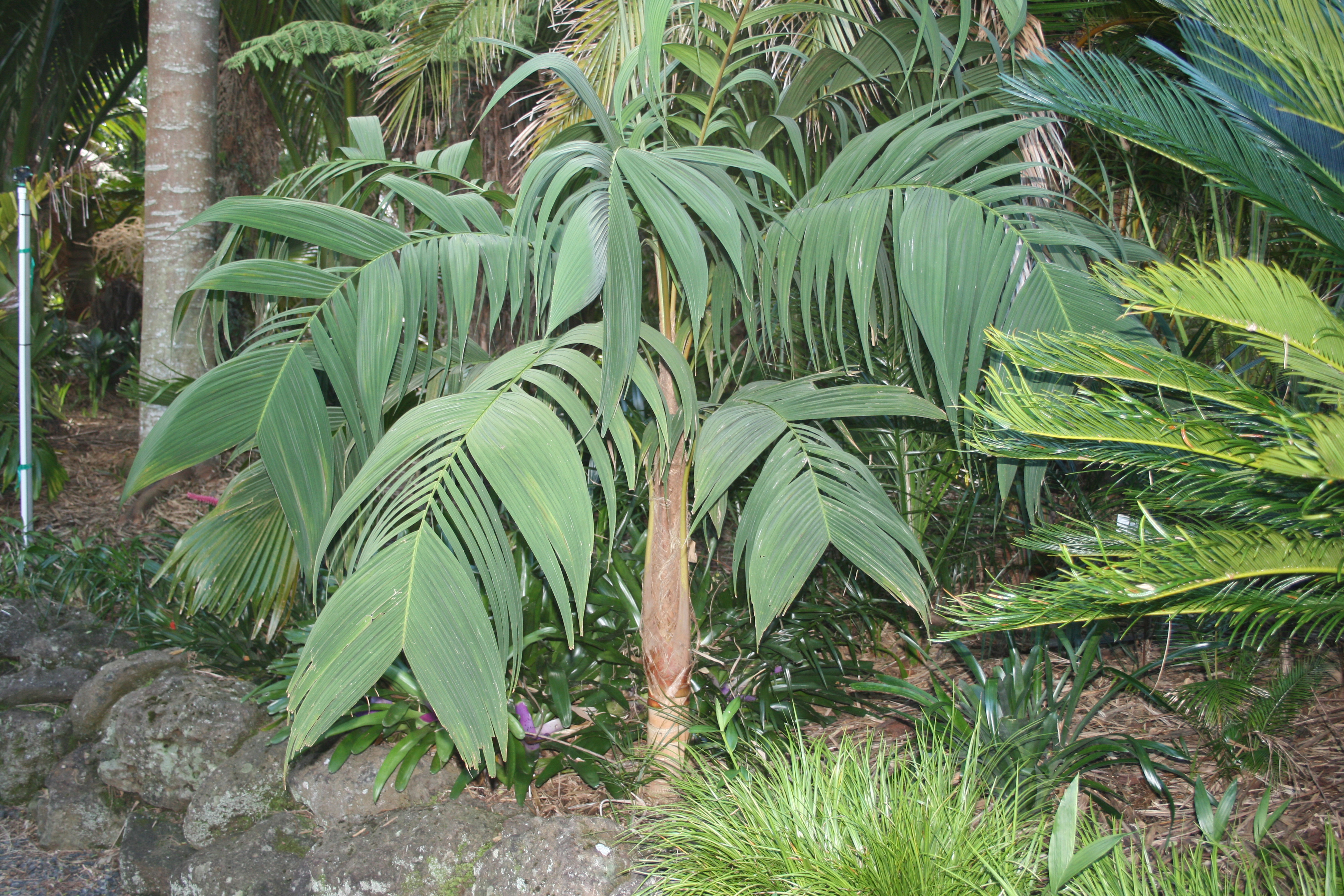
Geonoma undata.

Geonoma stricta stricta - MHNT